# Паярінсаарі
Паярінса́рі (рос. Паярінсарі, фін. Pajarinsaari) — невеликий острів у Ладозькому озері. Належать до групи Західних Ладозьких шхер. Територіально належить до Лахденпохського району Карелії, Росія.
Має округлу, порізану затоками, форму, в діаметрі 2 км.
Острів розташований в затоці Папіннієменселькя, між островами Тімонсарі на півночі та Кухка на півдні. Острів височинний, майже весь вкритий лісами.